# Eliana Miglio
Eliana Miglio (Milano, 28 luglio 1965) è un'attrice, ex modella e conduttrice televisiva italiana.

## Biografia
Figlia di padre milanese e di madre tedesca originaria del Territorio di Memel, nell'odierna Lituania, è terzogenita dopo un fratello ed una sorella, Alessandra, che ha ricoperto la carica di assessore presso il comune di Luino. Eliana ha vissuto tra i cinque e i quindici anni di età sulle rive del lago Maggiore, a Luino, dove a 12 anni ha lavorato come dj nell'emittente locale Radio Stereo 4. Sempre a Luino ha frequentato il primo e parte del secondo anno scolastico, per poi andare a vivere in Germania e successivamente in collegio a Cortina d'Ampezzo. Parla il tedesco a livello di madrelingua.
Dopo altri trasferimenti si è infine stabilita a Roma, dove ha iniziato a lavorare come modella. Qui ha conosciuto il regista Marco Risi, ma alla nascita del loro figlio, Andrea Miglio Risi, la relazione è terminata. All'inizio della carriera di conduttrice ed attrice ha usato il nome d'arte Eliana Hoppe. Già nel 1985, con Alessandra Canale, conduce su Raidue il quiz estivo L'avventura, che per la prima volta propone un cruciverba come base delle prove dei concorrenti. Il programma, oltre ad essere un quiz, presentava al suo interno anche cartoni animati e documentari. Tra i suoi primi lavori cinematografici sono da segnalare la fiction Sogni e bisogni di Sergio Citti nella quale affianca, in un piccolo ruolo, Ninetto Davoli e il thriller Morirai a mezzanotte di Lamberto Bava nel quale, suo malgrado, è vittima di un incidente sul set: durante la scena del suo assassinio, la lama del coltello non si ritrasse, ferendo l'attrice.
Negli Anni Novanta recita in svariate pellicole tra cui si segnala Figurine di Giovanni Robbiano nonché La via degli angeli e L'arcano incantatore di Pupi Avati.
Nel 1999 è stata co-presentatrice del talk show quotidiano Tappeto Volante, insieme a Luciano Rispoli, su Telemontecarlo; inoltre ha recitato in fiction televisive come Le stagioni del cuore, mentre al cinema, come detto, ha lavorato più volte per Pupi Avati.
Nel 2006 ha esordito come scrittrice con il romanzo La grande invasione delle rane, ambientato a Luino negli anni '70.

## Vita privata
Ha un figlio , nato  dalla relazione con il regista Marco Risi. Dopo il matrimonio con il produttore cinematografico Matteo Levi, ha avuto una lunga convivenza con Carlo Bernasconi, presidente della Medusa Film, durata 6 anni fino alla morte di lui nel 2001.

## Filmografia

### Cinema
- Dèmoni, regia di Lamberto Bava (1985)
- Dèmoni 2... L'incubo ritorna, regia di Lamberto Bava (1986)
- Morirai a mezzanotte, regia di Lamberto Bava (1986)
- Re di Macchia, regia di Bruno Modugno (1987)
- Il muro di gomma, regia di Marco Risi (1991)
- Barocco, regia di Claudio Sestieri (1991)
- Uno a me, uno a te e uno a Raffaele, regia di Jon Jost (1994)
- L'arcano incantatore, regia di Pupi Avati (1996)
- Figurine, regia di Giovanni Robbiano (1997)
- Stressati, regia di Mauro Cappelloni (1997)
- Il figlio di Maciste, episodio di Boom, regia di Andrea Zaccariello (1999)
- La via degli angeli, regia di Pupi Avati (1999)
- Concorrenza sleale, regia di Ettore Scola (2001)
- La rivincita di Natale, regia di Pupi Avati (2004)
- Ma quando arrivano le ragazze?, regia di Pupi Avati (2005)
- La lunga ombra, regia di Jon Jost (2006)
- La vita facile, regia di Lucio Pellegrini (2011)
- Il pretore, regia di Giulio Base (2014)
- Nessuno si salva da solo, regia di Sergio Castellitto (2015)
- A Napoli non piove mai, regia di Sergio Assisi (2015)
- Il velo di Maya, regia di Elisabetta Rocchetti (2017)
- Noi eravamo, regia di Leonardo Tiberi (2017)
- Notti magiche, regia di Paolo Virzì (2018)
- Maledetta primavera, regia di Elisa Amoruso (2019)
- La peste, regia di Francesco Patierno (2021)
- Dante, regia di Pupi Avati (2022)

### Televisione (lista parziale)
- Sogni e bisogni  serie TV, episodio 1x06 (1985)
- Yesterday - Vacanze al mare, regia di Claudio Risi - miniserie TV (1985)
- I cavalieri del cross, regia di Stefania Casini - film TV (1990)
- Una vita in gioco 2, regia di Giuseppe Bertolucci - miniserie TV (1992)
- Stato di emergenza, regia di Carlo Lizzani - film TV (1992)
- In nome della famiglia, regia di Vincenzo Verdecchi - serial TV (1995)
- La quindicesima epistola, regia di José María Sánchez - miniserie TV (1998)
- La missione, regia di Maurizio Zaccaro - miniserie TV (1998)
- Un nero per casa, regia di Gigi Proietti - film TV (1998)
- L'étrange monsieur Joseph (Un héros ambigu), regia di Josée Dayan - film TV (2001)
- Non ho l'età, regia di Giulio Base - film TV (2001)
- Non ho l'età 2, regia di Giulio Base - film TV (2002)
- La notte di Pasquino, regia di Luigi Magni - film TV (2003)
- I ragazzi della via Pál, regia di Maurizio Zaccaro - miniserie TV (2003)
- Le stagioni del cuore, regia di Antonello Grimaldi - serie TV (2004)
- La fuga degli innocenti, regia di Leone Pompucci - miniserie TV (2004)
- 6 passi nel giallo - serie TV, episodio 1x01 (2012)
- Un matrimonio, regia di Pupi Avati - miniserie TV (2014)
- Solo per amore - serie TV (2015)

## Programmi TV
- L'avventura (Rai 2, 1985)
- Tappeto volante (Telemontecarlo, 1999)